# Смерть негодяя
«Смерть негодяя» (фр. Mort d'un pourri) — кинофильм, детективная драма режиссёра Жоржа Лотнера. Две номинации на премию «Сезар». Экранизация романа Рафа Валле.

## Сюжет
Действие происходит во Франции в 1970-е годы. Ксавье Марешаль — друг депутата Филиппа Дюбая. Филипп попал в неприятную историю, его перебранка с другим депутатом Серрано закончилась дракой и смертью последнего. Причиной размолвки стала коррупция и попытки взаимного шантажа между политическими деятелями. В руки Филиппа попадает досье Серрано, его секретный дневник, содержащий компрометирующую сильных мира сего информацию.
За дневником начинается охота. Филипп, пытаясь спасти досье, передаёт его Ксавье Марешалю и сам гибнет. Марешалю удаётся спрятать дневник. На него выходят представители некой организации, которая хочет использовать компромат, для того чтобы устранить неугодных ей политиков. Ищет его и полиция. Марешаль отказывается продать информацию, и теперь его жизнь в опасности. Ксавье готов отдать дневник только при условии, если ему сообщат имя убийцы Филиппа Дюбая. Им оказывается комиссар Адриен Моро, одержимый манией великой чистки верхов общества от непорядочных людей.

## В ролях
- Ален Делон — Ксавье «Ксав» Марешаль
- Морис Роне — Филипп Дюбай
- Мирей Дарк — Франсуаза, подруга Ксавье Марешаля
- Стефан Одран — Кристиана
- Клаус Кински — Томский
- Мишель Омон — комиссар Моро
- Жюльен Гийомар — Фондари
- Орнелла Мути — Валери, любовница Филиппа
- Жан Буиз — комиссар Перне
- Ксавье Депра — Марсель
- Франсуа Шометт — Лансак
- Даниэль Чеккальди — Люсьен Ласор
- Анри Вирложё — Поль
- Шарль Мулен — Серрано

## Премии
- Две номинации на премию «Сезар» (1978):
  - Ален Делон — лучшая мужская роль (победа Жана Рошфора за роль в фильме «Краб-барабанщик»)
  - Мишель Одиар — лучший сценарий (победа Дэвида Мерсера за сценарий фильма «Провидение»)